# Katholische Liga (1538)

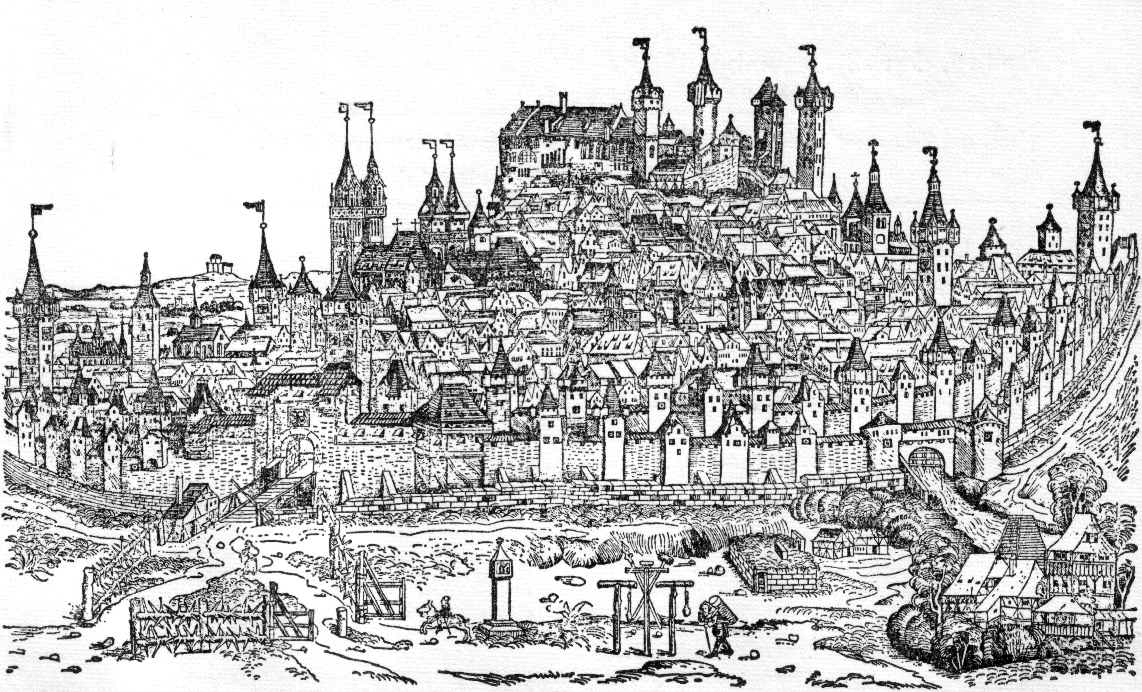
Der Gründungsort Nürnberg um 1493

Die Katholische Liga (auch Nürnberger Bund oder Liga von Nürnberg genannt) war ein am 10. Juni 1538 in Nürnberg gegründetes Bündnis katholischer Stände im Heiligen Römischen Reich. Sie war das katholische Gegenstück zum protestantischen Schmalkaldischen Bund und sollte der zunehmenden Ausbreitung des Protestantismus im Reich entgegenwirken.
Das Bündnis war aufgrund unterschiedlicher Interessenlagen und des gegenseitigen Misstrauens seiner Mitglieder wenig effektiv. Obwohl der Zusammenschluss bis 1549 befristet war, bestand die Liga spätestens seit 1545 de facto nicht mehr und die Mitglieder gingen politisch getrennte Wege.

## Geschichte

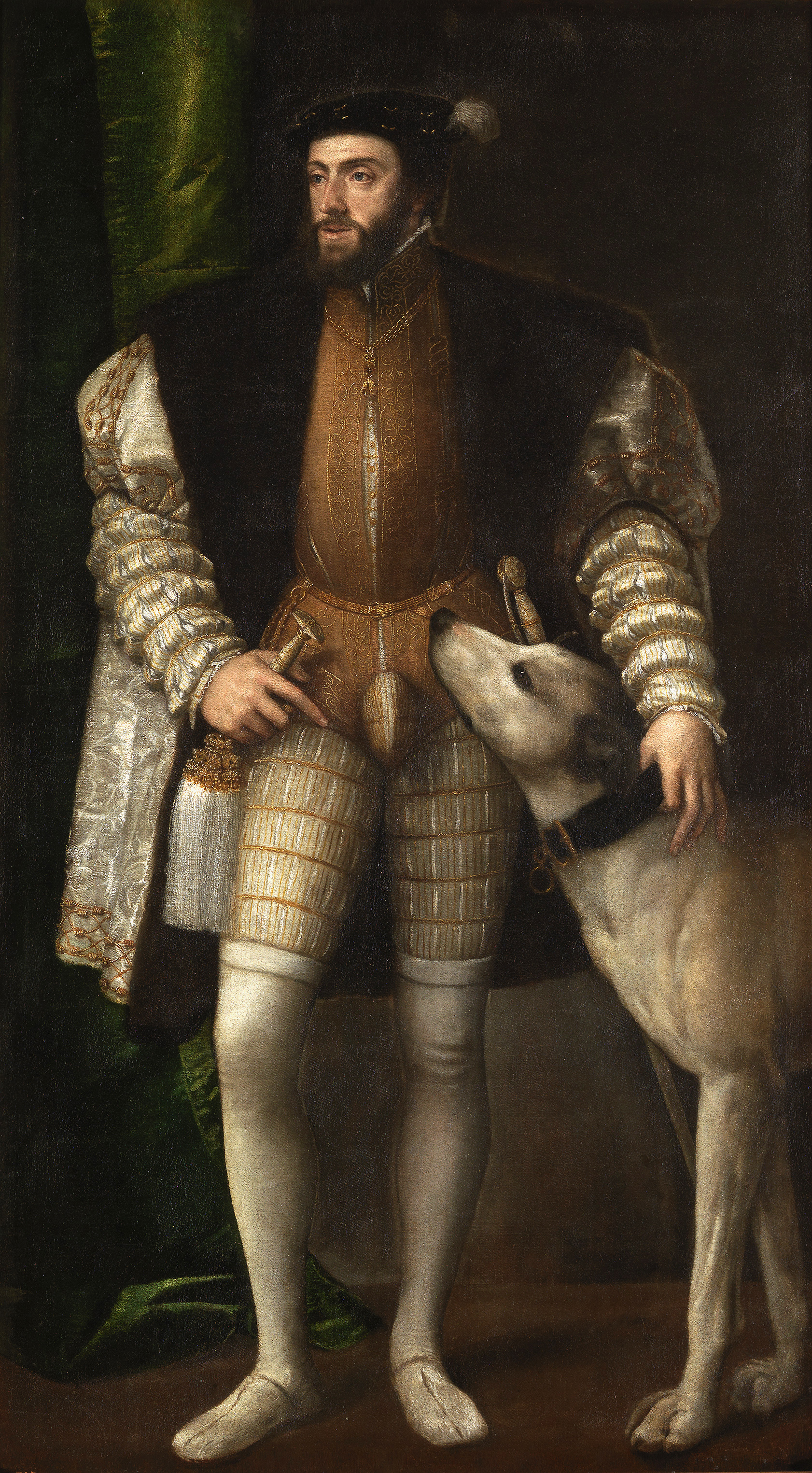
Porträt Kaiser KarlS V. von Tizian (1533)

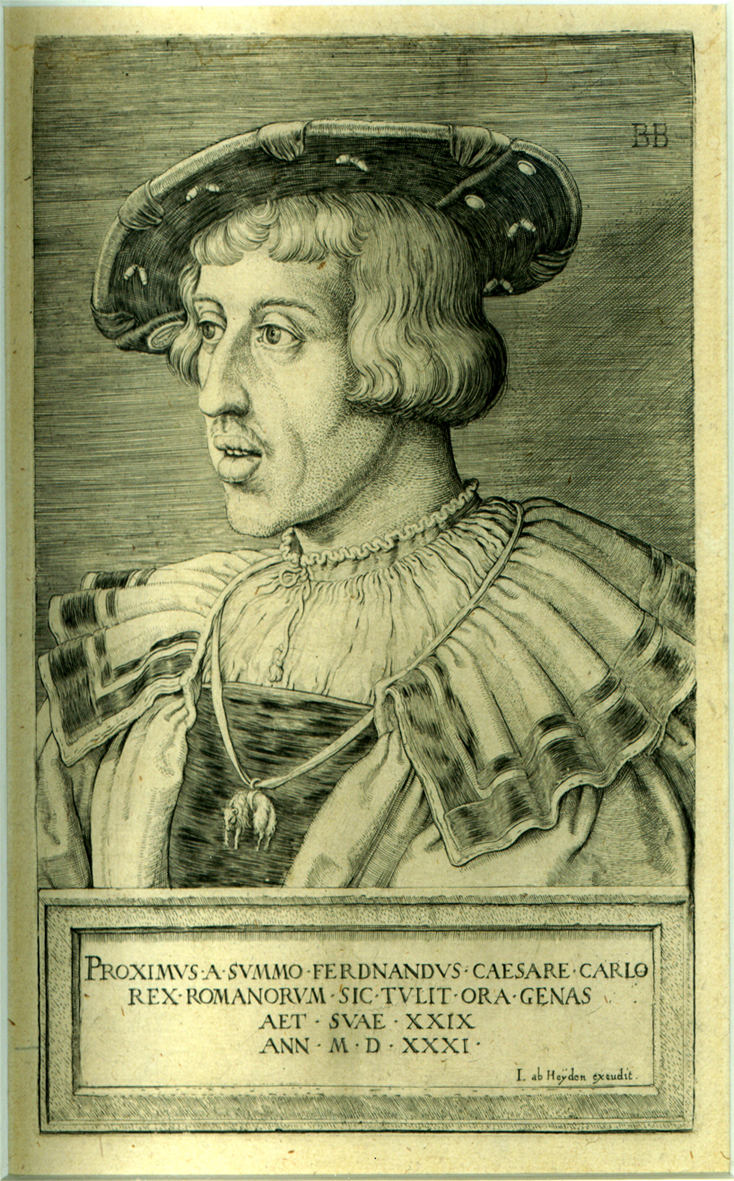
Porträt König Ferdinands von Barthel Beham (1531)

### Vorgeschichte
In den 1530er Jahren zeigte sich, dass das Wormser Edikt gegen den Protestantismus sich politisch und militärisch nicht durchsetzen ließ. Gleichzeitig kam Kaiser Karl V. außenpolitisch unter Druck, da die Türken in Ungarn einfielen und er zur Abwendung der Türkengefahr im Reich freie Hand brauchte. Die protestantischen Fürsten, die sich 1531 größtenteils im Schmalkaldischen Bund zusammengeschlossen hatten, drangen im Gegenzug darauf, ihre politisch-wirtschaftliche Machtbasis zu sichern, die sie durch die Einziehung des katholischen Kirchenguts innerhalb ihrer Gebiete erheblich erweitert hatten.
Am 23. Juli 1532 schlossen der Kaiser und die protestantischen Reichsstände den Nürnberger Religionsfrieden ab. Der Kaiser erklärte darin, dass alle Religionsprozesse beim Reichskammergericht ausgesetzt werden, im Gegenzug sagten die Protestanten Karl Unterstützung beim Kampf gegen die Türken zu.

### Die Gründung der Liga
In der Auslegung der katholischen Seite regelte der in Nürnberg erzielte Kompromiss auch, dass der konfessionelle Status quo von 1532 erhalten bleiben sollte. Trotzdem traten in der Folgezeit weitere Territorien und Reichsstädte zum Protestantismus über. Die Ausdehnung wird besonders deutlich, wenn man vergegenwärtigt, dass der Katholizismus neben den reichsunmittelbaren geistlichen Territorien fast ausschließlich in den habsburgischen und wittelsbachischen Gebieten erhalten blieb.
Während im Westen des Reiches lange Zeit ein vorwiegend toleranter Umgang der beiden Konfessionen vorherrschte und hier auch konfessionell gemischte Gebiete entstanden, drohte der Konflikt an anderen Orten jederzeit zu eskalieren. Der seit 1535 vorangetriebene militärische Ausbau des Schmalkaldischen Bundes und die 1534 erfolgreiche protestantische Zurückeroberung des Herzogtums Württemberg verschärften die Lage zusätzlich. In dieser Situation beschlossen die katholischen Stände ein auf elf Jahre befristetes Defensivbündnis zu gründen.
Die Initiative dafür ging auf den Reichsvizekanzler Matthias Held zurück. Er setzte auf militärische Stärke und eine Abschreckung gegenüber dem Schmalkaldischen Bund, um den Protestantismus eindämmen zu können. Held befand sich mit dieser Strategie im Gegensatz zum Kaiser und dem Römischen König Ferdinand, die beide zu diesem Zeitpunkt eine politische Einbindung der Protestanten in eine allgemeine Landfriedensordnung und eine religiöse Annäherung durch Religionsgespräche befürworteten. Mit seinem rigiden Kurs gegen die Schmalkaldischen Bundesstände trug Held maßgeblich zur Verschärfung der Lage zwischen Kaiser und katholischen Ständen auf der einen und den Schmalkaldischen Bundesständen auf der anderen Seite bei.
Nachdem die Protestanten 1536 weitergehende Unterstützungen im Kampf gegen die Türken abgelehnt hatten, versuchte Ferdinand diese Hilfe zumindest von der katholischen Seite zu erhalten. Im Februar 1537 erklärten die Fürsten des bayerischen Reichskreises bei Verhandlungen in Passau, sie seien zu einer Unterstützung nur dann in der Lage, wenn sie die Sicherheit besäßen, nicht von den Protestanten angegriffen zu werden. Zunächst ohne Wissen und Mitgliedschaft des Kaisers wurde aus diesem Grund die Katholische Liga am 10. Juni 1538 in Nürnberg gegründet.
Am 23. Juni 1538 wurde Karl V., der sich gerade in Genua aufhielt, von seinem Bruder Ferdinand über die Gründung informiert. Erst am 20. März 1539 ratifizierte er die Gründungsurkunde und trat formell dem Bündnis bei. Letztlich stand Karl der Liga reserviert gegenüber, dies beweisen sowohl das lange Ausbleiben der kaiserlichen Ratifikation als auch das Zustandekommen des Frankfurter Anstands und weiterer Religionsgespräche.
Ähnlich dem Schmalkaldischen Bund bestand der Zweck des Bündnisses in der gemeinsamen Gegenwehr. Die Bündnisteilnehmer sagten sich verbindlich zu, sich im Falle eines protestantischen Angriffs gegenseitig militärisch zu unterstützen.

### Das Agieren der Liga

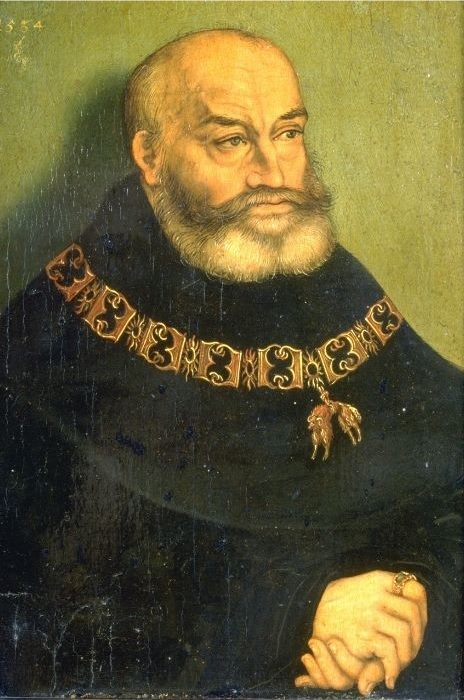
Georg von Sachsen, durch dessen Tod das Herzogtum Sachsen aus der Liga ausschied und protestantisch wurde

Die Liga konnte mit einem eher unwilligen Kaiser und einer relativ geringen Mitgliederzahl nur wenig Ansehen erringen. Das Bündnis blieb klein und konnte sich – im Gegensatz zu seinem protestantischen Gegenstück – zu keinem einflussreichen Faktor im Reich entwickeln. Bezeichnend war, dass ihm kein weltlicher Kurfürst und nur zwei geistliche Fürsten angehörten. Auch der Papst versagte dem Bündnis seine Unterstützung.
Die wichtigsten Mitglieder (der Kaiser, Bayern, Sachsen und Braunschweig-Wolfenbüttel) hatten unterschiedliche politische Zielsetzungen; sie einte lediglich die Ablehnung des Protestantismus. Außerdem zog sich die Trennlinie zwischen Vertretern der kaiserlichen Politik und habsburgkritisch eingestellten Fürsten (besonders Bayern) quer durch das Bündnis. Aus diesen Gründen bildete sich kein innerer Zusammenhalt heraus und die Außenwirkung blieb gering, obwohl die Gründung des Bundes im Reich zunächst für Aufsehen sorgte. Gegenseitiges Misstrauen und Uneinigkeit verhinderten bei Konflikten, in die der Bund in der Folgezeit involviert war, ein erfolgreiches Vorgehen der Mitglieder gegen den sich ausbreitenden Protestantismus.
Am 17. April 1539 verstarb der katholische Herzog Georg von Sachsen und sein protestantischer Bruder Heinrich trat sein Erbe an. Georg hatte testamentarisch verfügt, dass sein Vermögen an die Habsburger fallen sollte, falls sein Nachfolger nicht der Katholischen Liga beitreten würde. Als überzeugter Protestant war Heinrich aber weder bereit, dem katholischen Bündnis beizutreten, noch das ererbte Vermögen freizugeben. Die Herzöge von Bayern und Braunschweig-Wolfenbüttel drängten Karl V. durch ein – notfalls auch militärisches – Eingreifen des Bündnisses den Übertritt Sachsens zum Protestantismus zu verhindern. Dem Kaiser war dagegen der Friede im Reich und die ungestörte Durchführung der 1540 beginnenden Hagenauer Religionsgespräche wichtiger. Heinrich konnte deshalb sein Herzogtum ungestört zum Protestantismus überführen und gleichzeitig das Erbe antreten.

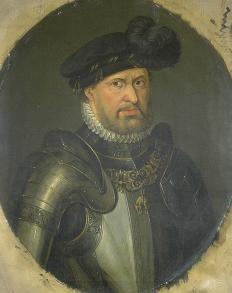
Heinrich von Braunschweig-Wolfenbüttel, einer der Bundesobersten der Liga, der 1542 aus seinem Herzogtum vertrieben wurde

Im Sommer 1542 wurde Heinrich von Braunschweig, der einer der Bundesobersten der Liga war, von kursächsischen und hessischen Truppen angegriffen und aus seinem Herzogtum vertrieben. Der Streit schwelte schon längere Zeit und hatte sich am Status der Städte Braunschweig und Goslar, die beide Mitglieder im Schmalkaldischen Bund waren, aber offiziell dem Herzog unterstanden, endgültig entzündet. Das protestantische Bündnis half den beiden Städten, besetzte das Herzogtum und vertrieb den erzkatholischen Heinrich. Damit war nach der Satzung der Liga der Bündnisfall eingetreten, der die Mitglieder zu einem militärischen Eingreifen verpflichtete. Hessen und Sachsen wurden auf dem folgenden Bundestag zwar ultimativ aufgefordert, das Herzogtum zurückzugeben, konkrete Maßnahmen wurden aber – angeblich wegen der Türkengefahr – nicht beschlossen. Der Bund blieb auch in der Folgezeit untätig, obwohl Heinrich der letzte weltliche katholische Fürst Norddeutschlands war. Die Führer des Schmalkaldischen Bundes propagierten mit ihren in Goslar geprägten Schmalkaldischen Bundestalern den Sieg über den Herzog von Braunschweig.

### Die Rolle des Kaisers
Kaiser Karl V. und sein Bruder Ferdinand spielten in der Katholischen Liga eine sehr zwiespältige Rolle. Einerseits waren sie an einem Zurückdrängen des Protestantismus interessiert. Er widersprach ihrer religiösen Überzeugung und dem Amtsverständnis Karl V., dass der römische Kaiser das weltliche Oberhaupt der gesamten Christenheit sei. Außerdem sah der Kaiser in der drohenden konfessionellen Zersplitterung des Reiches eine Stärkung der Reichsstände auf Kosten seiner Machtbefugnisse.
Andererseits mussten Karl und Ferdinand die Abwehr der Osmanen organisieren. Dazu waren sie auf die finanzielle und militärische Unterstützung aller Reichsstände angewiesen. Indem sie formell das Bündnis unterstützten, sicherten sie sich das Wohlwollen der katholischen Seite. Durch die Vermeidung einer militärischen Eskalation versuchten sie zugleich die Unterstützung der protestantischen Fürsten zu erreichen.
Kaiser Karl V. war außerdem in Kriege gegen Frankreich verwickelt. Um hier effektiv agieren zu können, brauchte er vor allem Ruhe im Reich. Bei einem zu aggressiven Vorgehen gegen die protestantischen Fürsten sah er die Gefahr, dass diese sich mit Frankreich (und eventuell auch mit den Osmanen) verbündeten. Dies wollte der Kaiser auf jeden Fall verhindern und setzte deshalb seine Vermittlungspolitik fort.

### Das Ende des Bündnisses
Das Bündnis lief, ohne eine offizielle Verlautbarung, wahrscheinlich schon vor seinem vertraglichen Ende aus. Ab 1545 plante Karl V., kriegerisch gegen den Schmalkaldischen Bund vorzugehen, und schloss 1546 entsprechende Verträge mit Bayern und dem Papst. Grundlage dieser militärischen Allianz bildeten aber bilaterale Verträge und nicht die Katholische Liga.

## Aufbau
Der Bund hatte eine defensive Ausrichtung, militärische Aktionen zur Wiedereinführung des katholischen Glaubens in protestantischen Gebieten waren im Bündnisvertrag nicht vorgesehen. Der Bundesvertrag verpflichtete im Gegenteil sogar die Mitglieder ausdrücklich, den im Nürnberger Anstand festgeschriebenen Religionsfrieden einzuhalten. Der Verteidigungsfall sollte bei religiös motivierten Überfällen auf Bündnismitglieder eintreten, aber auch bei Landfriedensbrüchen von Seiten des Schmalkaldischen Bundes. Jedoch sollte zuvor eine gütliche Beilegung des Konflikts versucht werden.
Die Dauer des Bündnisses war auf elf Jahre befristet. Es teilte sich in eine oberdeutsche und eine sächsische Provinz, die organisatorisch gleich aufgebaut und weitgehend selbständig waren. Der geografische Schwerpunkt der Einigung lag in Oberdeutschland. Die sächsische Provinz war dagegen relativ klein. Die Herzogtümer Sachsen und Calenberg waren nur kurz (bis 1539/40) Bundesmitglieder. Den Bischöfen von Meißen und Merseburg wurde durch Sachsen die politische Gestaltungsfähigkeit genommen. Nach der Vertreibung Heinrichs von Braunschweig-Wolfenbüttel 1542 bildeten nur noch der Bischof von Magdeburg und Halberstadt sowie zwei Mansfelder Grafen die sächsische Provinz.
Jedes fürstliche Gründungsmitglied erhielt eine Stimme in der Bundesversammlung; die Stimmrechte neuer Mitglieder sollten standesgemäß und im gegenseitigen Einvernehmen festgelegt werden. Genau wie im Schmalkaldischen Bund standen zwei Fürsten im Rang von Bundesobersten dem Bündnis vor. Für die oberdeutsche Provinz war das Ludwig von Bayern und für die sächsische Heinrich von Braunschweig.
Die Habsburger trugen ein Viertel der Gesamtkosten des Bundes. Neben einem Vorrat an Waffen und Munition wurde eine gemeinsame Bundeskasse geführt, von der sowohl die laufenden Kosten als auch die Wartegelder der Soldaten bezahlt wurden.

## Bedeutung
Die Katholische Liga war wenig effektiv und bereits durch den 1539 abgeschlossenen Frankfurter Anstand faktisch überholt. Obgleich es mehrfach Gelegenheiten dazu gab, ist das Bündnis nie kriegerisch tätig geworden, weil es den Mitgliedern an der nötigen Geschlossenheit fehlte. Selbst jenseits militärischer Konflikte gab es kaum einen Konsens zum gemeinsamen Agieren. Trotzdem stellte die Liga das erste wirkliche Gegengewicht im Reich zu dem sich ausbreitenden Protestantismus dar.
In der modernen Geschichtsschreibung findet diese erste Katholische Liga im Gegensatz zur zweiten, im Vorfeld des Dreißigjährigen Krieges im Jahr 1609 gegründeten Katholischen Liga im Allgemeinen wenig Aufmerksamkeit.

## Mitglieder
Die wichtigsten Mitglieder der Katholischen Liga waren:
- Kaiser Karl V.
- König Ferdinand
- Wilhelm IV., Herzog von Bayern
- Heinrich II., Herzog zu Braunschweig-Lüneburg und Fürst von Braunschweig-Wolfenbüttel
- Erich I., Herzog zu Braunschweig-Lüneburg und Fürst von Calenberg-Göttingen
- Georg der Bärtige, Herzog von Sachsen
- Albrecht II. Erzbischof von Mainz und Magdeburg, Bischof von Halberstadt
- Matthäus Lang von Wellenburg, Erzbischof von Salzburg

Die Katholische Liga sollte ihrer Konzeption nach ein Bündnis aller katholischen Stände des Reiches sein. Jedoch traten nach ihrer Gründung von den umworbenen Reichsständen nur die wenigsten bei. Lediglich einige oberschwäbische Adeligen, die katholischen Grafen von Mansfeld, die Stadt Mühlhausen sowie die Bischöfe von Meißen und Merseburg ließen sich zu diesem Schritt bewegen.